# Arum byzantinum
Arum byzantinum är en kallaväxtart som beskrevs av Carl Ludwig von Blume. Arum byzantinum ingår i Munkhättesläktet och i familjen kallaväxter. Inga underarter finns listade.